# Bahnhof Fuchū-Honmachi
Der Bahnhof Fuchū-Honmachi (jap. 府中本町駅, Fuchū-Honmachi-eki) ist ein Bahnhof auf der japanischen Insel Honshū. Er wird von der Bahngesellschaft JR East betrieben und befindet sich in der Präfektur Tokio auf dem Gebiet der Stadt Fuchū.

## Beschreibung
Fuchū-Hommachi ist ein Trennungsbahnhof an der Nambu-Linie, die Kawasaki mit Tachikawa verbindet. Von dieser zweigt die Musashino-Linie ab, welche die zentralen Bezirke Tokios halbringförmig im Norden umfährt und nach Nishi-Funabashi in der Präfektur Chiba führt. Der südlich von Fuchū-Honmachi liegende Streckenabschnitt nach Tsurumi ist dem Güterverkehr vorbehalten. Auf der Nambu-Linie verkehren Regionalzüge je nach Tageszeit alle vier bis zehn Minuten; hinzu kommen zweimal stündlich Eilzüge, die mehrere Zwischenbahnhöfe auslassen. Auf der Musashino-Linie verkehren Regionalzüge in der Regel alle sieben bis zehn Minuten entweder nach Nishi-Funabashi, Kaihinmakuhari oder – überleitend auf die Keiyō-Linie – nach Tokio. Zweimal täglich verkehrt ein Regionalzug direkt nach Ōmiya. Auf dem Bahnhofsvorplatz halten Busse auf je einer Linie der Gesellschaften Keiō Dentetsu Bus und Chū Bus.
Der Bahnhof liegt im östlichen Bereich des Stadtteils Honmachi. Er ist von Süden nach Norden ausgerichtet und besitzt sechs Gleise, von denen vier dem Personenverkehr dienen. Züge der Nambu-Linie nutzen die beiden äußersten Gleise und halten an Seitenbahnsteigen, während Züge der Musashino-Linie zwei Stumpfgleise an einem Mittelbahnsteig nutzen. Je ein Gleis zwischen der Nambu- und der Musashino-Linie ist dem Güterverkehr vorbehalten. Das Empfangsgebäude besitzt die Form eines Reiterbahnhofs, der sich zusammen mit dem Bahnhofsvorplatz quer über die gesamte Anlage spannt. Gegenüber den gewöhnlichen Bahnsteigsperren steht eine zweite, bedeutend größere Anlage dieser Art, die nur während der Renntage auf der nahe gelegenen Pferderennbahn Tokio verwendet wird.
Im Fiskaljahr 2018 nutzten durchschnittlich 17.489 Fahrgäste täglich den Bahnhof.

## Bilder

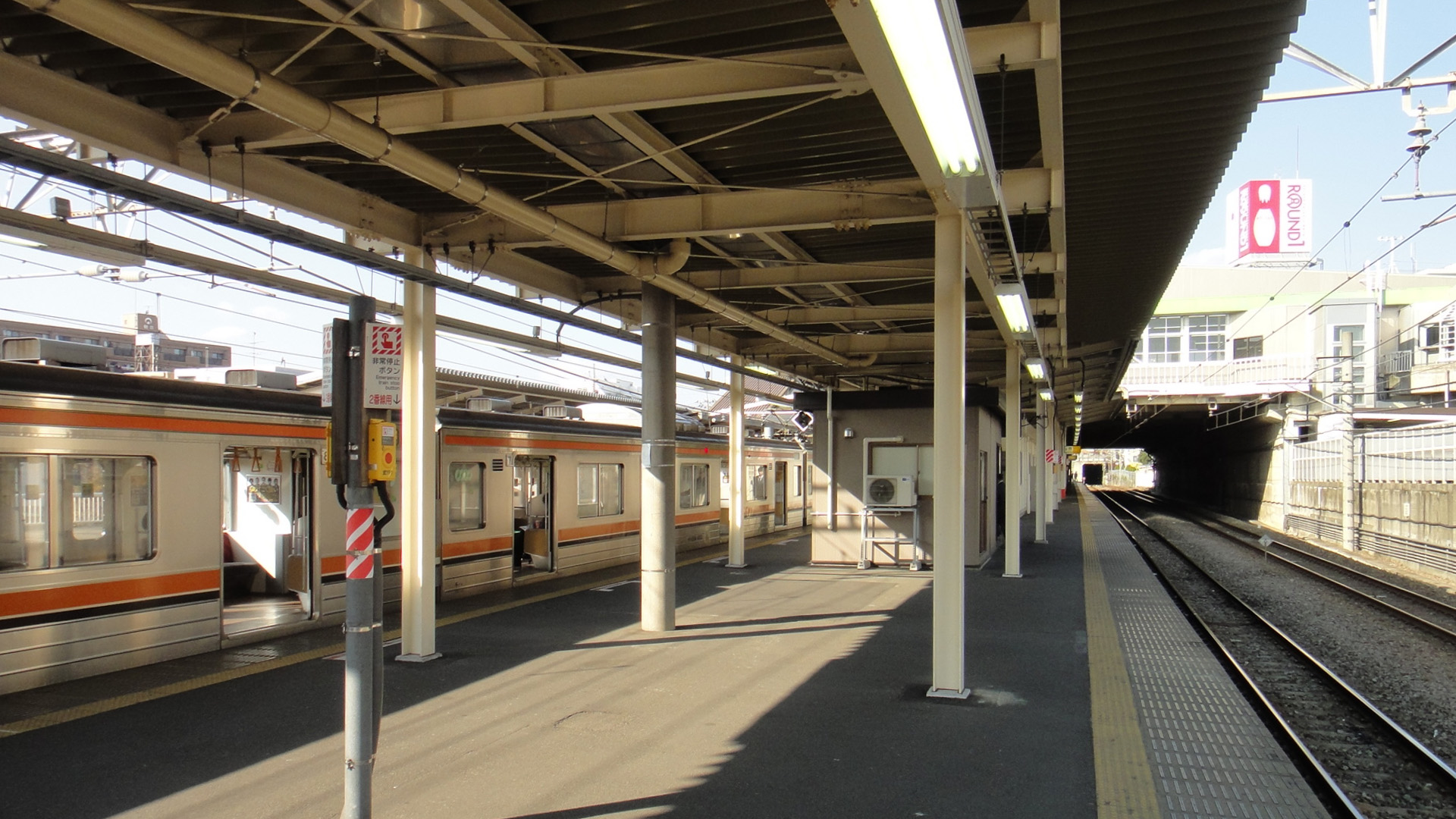
Mittelbahnsteig
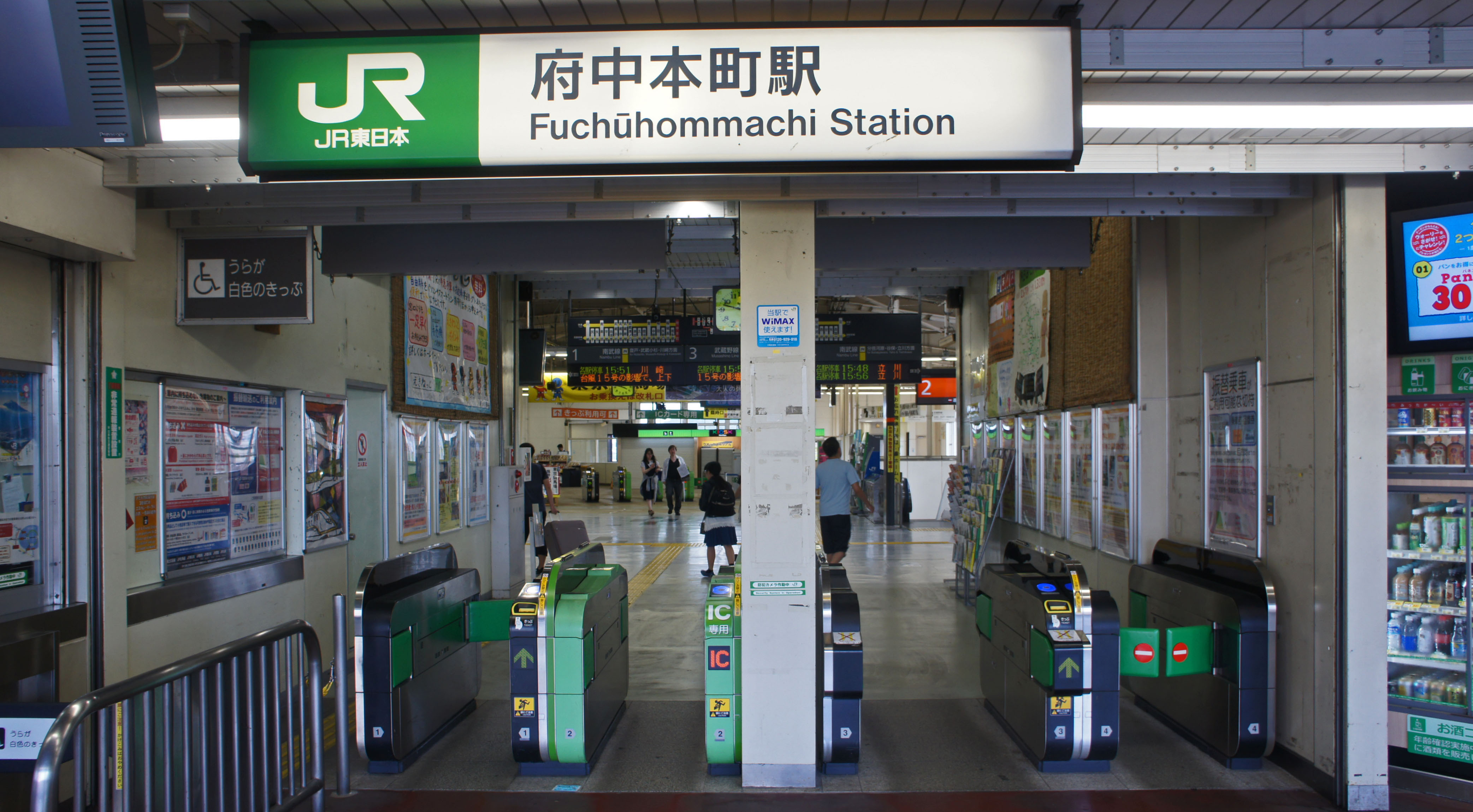
Bahnsteigsperren
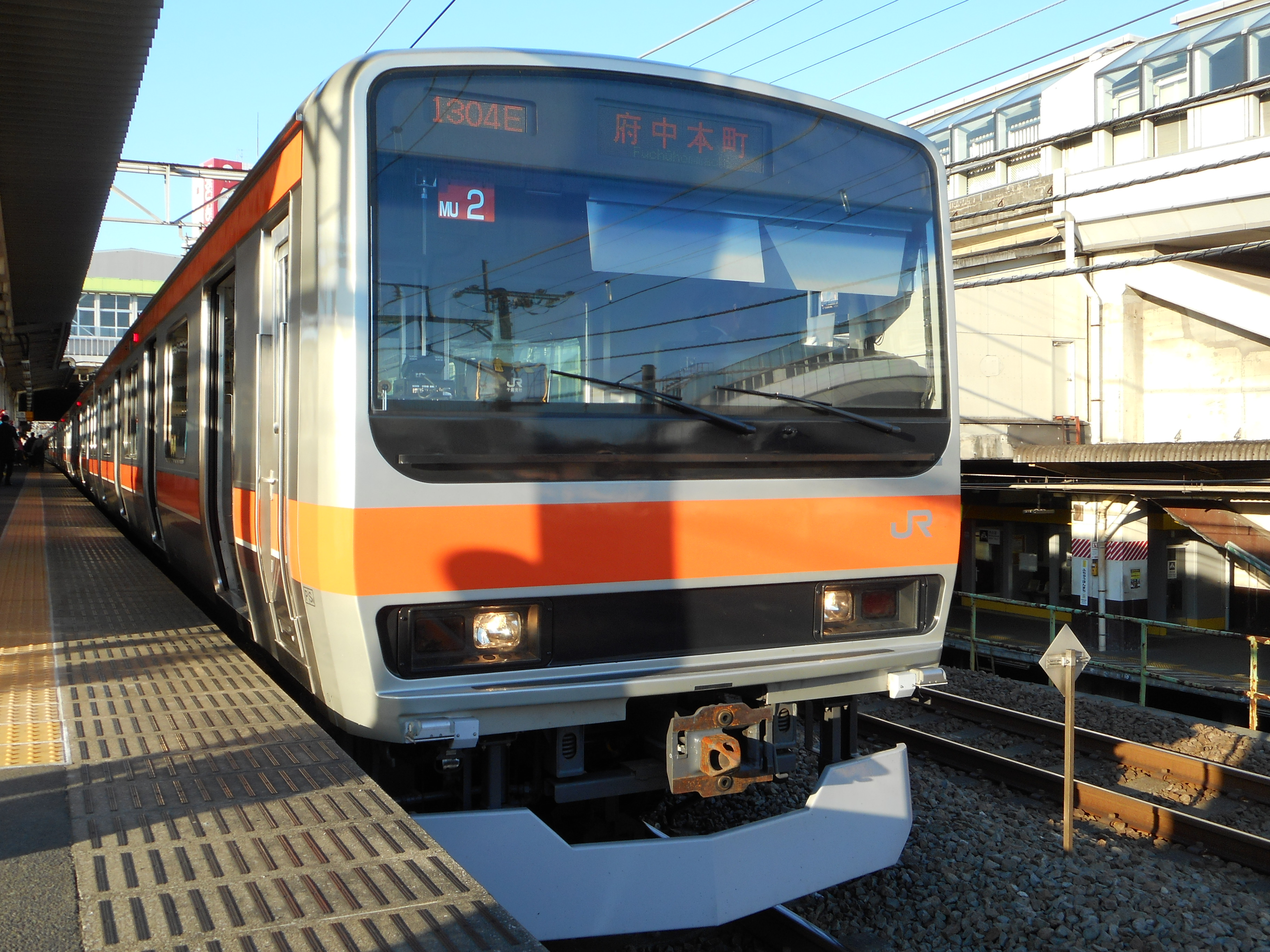
Triebzug der Baureihe E231

## Gleise
| \| 1 \| ▉ Nambu-Linie \| Noborito • Musashi-Mizonokuchi • Musashi-Kosugi • Kawasaki \| \| 2 \| ▉ Musashino-Linie \| (nur zum Aussteigen) \| \| 3 \| ▉ Musashino-Linie \| Nishi-Kokubunji • Minami-Urawa • Shin-Matsudo • Nishi-Funabashi \| \| 4 \| ▉ Nambu-Linie \| Bubaigawara • Tachikawa \| |                   |                                                                 |
| 1 | ▉ Nambu-Linie     | Noborito • Musashi-Mizonokuchi • Musashi-Kosugi • Kawasaki      |
| 2 | ▉ Musashino-Linie | (nur zum Aussteigen)                                            |
| 3 | ▉ Musashino-Linie | Nishi-Kokubunji • Minami-Urawa • Shin-Matsudo • Nishi-Funabashi |
| 4 | ▉ Nambu-Linie     | Bubaigawara • Tachikawa                                         |

## Linien
| Verlauf der Musashino-Linie |
| --- |
| Fuchū-Honmachi • Kita-Fuchū • Nishi-Kokubunji • Shin-Kodaira • Shin-Akitsu • Higashi-Tokorozawa • Niiza • Kita-Asaka • Nishi-Urawa • Musashi-Urawa • Minami-Urawa • Higashi-Urawa • Higashi-Kawaguchi • Minami-Koshigaya • Koshigaya-Laketown • Yoshikawa • Yoshikawaminami • Shin-Misato • Misato • Minami-Nagareyama • Shin-Matsudo • Shin-Yahashira • Higashi-Matsudo • Ichikawaōno • Funabashihōten • Nishi-Funabashi |

| Verlauf der Nambu-Linie |
| --- |
| Kawasaki • Shitte • Yakō • Kashimada • Hirama • Mukaigawara • Musashi-Kosugi • Musashi-Nakahara • Musashi-Shinjō • Musashi-Mizonokuchi • Tsudayama • Kuji • Shukugawara • Noborito • Nakanoshima • Inadazutsumi • Yanokuchi • Inagi-Naganuma • Minami-Tama • Fuchū-Honmachi • Bubaigawara • Nishifu • Yaho • Yagawa • Nishi-Kunitachi • Tachikawa Hamakawasaki-Zweigstrecke: Shitte • Hatchōnawate • Kawasaki-Shinmachi • Odasakae • Hama-Kawasaki |

## Geschichte
Die private Bahngesellschaft Nambu Tetsudō eröffnete den Bahnhof am 11. Dezember 1928, zusammen mit dem zwischen Minami-Tama und Bubaigawara gelegenen Teilstück der Nambu-Linie. Während des Pazifikkriegs strebte der japanische Staat danach, verschiedene Privatbahnen von strategisch wichtiger Bedeutung, die nach der Verstaatlichungswelle von 1906/07 entstanden waren, unter seine Kontrolle zu bringen. Entsprechend einer 1941 erlassenen Verordnung waren insgesamt 22 Bahngesellschaften betroffen, darunter die Nambu Tetsudō, deren Schienennetz am 1. April 1944 in staatlichen Besitz überging. Am 1. August 1962 stellte die Japanische Staatsbahn den Güterumschlag ein. Knapp elf Jahre später, am 1. April 1973, folgte die Eröffnung des Abschnitts Fuchū-Honmachi–Shin-Matsudo der Musashino-Linie. Im Rahmen der Staatsbahnprivatisierung ging der Bahnhof am 1. April 1987 in den Besitz der neuen Gesellschaft JR East über.